# Sidellus opiloides
Sidellus opiloides là một loài bọ cánh cứng trong họ Cerambycidae.